# Plat au paon
Le Plat au paon est une  céramique ottomane très connue, visible dans le département des arts de l'Islam du musée du Louvre, exposée sous le numéro d'inventaire K 3449. C'est une œuvre caractéristique de la céramique d'Iznik, représentative du style saz.

## Histoire
Le style et les motifs, ainsi que les couleurs, permettent de dater la fabrication de ce plat aux alentours des années 1540-1550. Il a été acheté à  Paris par Raymond Koechlin avant d'être légué en 1932 par son propriétaire, parmi d'autres œuvres, au musée du Louvre. Le plat a été présenté à l'exposition d'art musulman de 1903 au pavillon de Marsan. 

## Description
D'un diamètre de 37,5 cm pour une hauteur de 8 cm, ce plat est orné d'une composition végétale (fleurs et arbres) dont deux éléments occupent l'axe central vertical : un paon et un arbre stylisé (défini également parfois comme une fleur d'artichaut) ; le paon est présenté ici, selon les auteurs, comme un symbole de beauté ou un symbole de pouvoir. Il est rare de voir une représentation figurée dans les céramiques d'Iznik de cette période, le répertoire, d'abord végétal, ne s'étant pas encore diversifié.
De part et d'autre de cet axe vertical, réunies  par un lien situé à la base de la composition végétale, se développent des tiges fleuries et bourgeonnées où on peut reconnaître des tulipes et, peut-être, des violettes. Le choix des échelles de représentation accentue la présence de cette composition végétale par rapport à l'animal. La superposition des éléments, dans une composition qui intègre et absorbe le relief de l'objet lui-même, accentue l'effet de profondeur. Les longues feuilles dentelées sont une des caractéristiques du style saz et semblent un écho à la queue du paon. L'ensemble, sans présenter de symétrie, offre une composition très équilibrée autour de l'axe central.
Sur le plan des couleurs, au bleu de cobalt présent dans les premières poteries de l'empire s'ajoute le bleu turquoise (apparu vers 1520). Ces éléments, avec la présence de rose pâle et de vert sauge apparus environ 10 ans plus tard, forment une palette qui a contribué à dater la réalisation de l'objet.

## Technique
Il s'agit d'une pâte siliceuse, à fritte plombeuse dont le décor est peint sur engobe (également siliceux) et sous glaçure transparente de type alcalino-plombifère. L'ensemble est cuit à une température d'environ 850°. Jean Soustiel classe cet objet dans le groupe dit « de Damas » au sein d'une « série » inspirée des peintres enlumineurs. Cette dernière caractéristique amène à s'interroger sur le lieu réel de fabrication qui pourrait être Istanbul.